# Vesel Demaku
Vesel Demaku (* 5. Februar 2000 in Baden bei Wien) ist ein kosovarisch-österreichischer Fußballspieler.

## Karriere

### Verein
Demaku begann seine Karriere beim SKV Altenmarkt. 2006 kam er in die Jugend des SK Rapid Wien. Von 2009 bis 2012 spielte er für den FC Admira Wacker Mödling, ehe er zu Rapid zurückkehrte. 2014 kam er in die Akademie des FC Red Bull Salzburg. Dort durchlief er sämtliche Altersstufen, zudem stand er im November 2016 gegen den FK Qairat Almaty im Kader der U-19-Mannschaft in der UEFA Youth League, welche diese zu Saisonende auch gewann.
Zur Saison 2017/18 wechselte Demaku zum FK Austria Wien. Dort fiel er allerdings zu Beginn der Saison aufgrund einer verletzungsbedingten Operation länger aus. Sein Debüt für die Austria in der Bundesliga gab er schließlich im März 2018, als er am 26. Spieltag jener Saison gegen den SKN St. Pölten in der 79. Minute für Kevin Friesenbichler eingewechselt wurde. Bis Saisonende kam der Mittelfeldspieler zu neun Bundesligaeinsätzen.
In der Saison 2018/19 kam Demaku zu 15 Ligaeinsätzen für die Wiener, zudem spielte er zweimal für die in die 2. Liga aufgestiegene Reserve der Austria. In der Saison 2019/20 hatte der Sechser einen schweren Stand im Mittelfeld der Austria, von Oktober 2019 bis zur COVID-bedingten Saisonunterbrechung im März 2020 schaffte er es gar nie in den Spieltagskader der Profis und wurde stattdessen häufig in der Zweitligamannschaft eingesetzt. Zu Saisonende hatte er neun Ligaeinsätzen für die Profis und acht für die Reserve zu Buche stehen. Im Oktober 2020 zog sich der verletzungsanfällige Demaku zum wiederholten Male eine Schulterverletzung zu und fiel bis zur Winterpause aus. Sein Comeback gab er dann im Februar 2021 in der 2. Liga. Ab März 2021 wurde er dann auch wieder in der Bundesliga eingesetzt. In der Saison 2020/21 kam er insgesamt zu zwölf Bundesliga- und fünf Zweitligaeinsätzen. In der Saison 2021/22 absolvierte er 18 Partien in der Bundesliga, wobei er gerade in der zweiten Saisonhälfte, als sein Abgang feststand, seltener eingesetzt wurde.
Zur Saison 2022/23 wechselte er nach seinem Vertragsende in Wien innerhalb der Bundesliga zum SK Sturm Graz, bei dem er einen bis Juni 2026 laufenden Vertrag erhielt. Bei Sturm konnte er sich aber nicht durchsetzen, bis zur Winterpause kam er nur dreimal in der Bundesliga zum Zug, zudem spielte er zweimal für die Reserve in der 2. Liga. Im Jänner 2023 wechselte er daher leihweise zum Ligakonkurrenten SK Austria Klagenfurt. Für Klagenfurt kam er bis Saisonende zu 13 Einsätzen. Zur Saison 2023/24 kehrte er wieder nach Graz zurück, wo er aber ausschließlich für die zweite Mannschaft spielte.
Im Jänner 2024 wurde er dann ein zweites Mal verliehen, diesmal an den Ligakonkurrenten SCR Altach. Während der Leihe kam er zu 15 Bundesligaeinsätzen für Altach. Im Juni 2024 wurde er dann fest verpflichtet und erhielt einen bis 2027 laufenden Vertrag in Altach.

### Nationalmannschaft
Demaku spielte im November 2014 erstmals für eine österreichische Jugendnationalauswahl. Im September 2015 verbuchte er seinen ersten Einsatz für die U-16-Auswahl. Im August 2016 debütierte er gegen Kroatien für das U-17-Team Österreichs. Im Februar 2018 spielte er erstmals für die U-18-Auswahl.
Im September 2018 debütierte er gegen Schweden für die U-19-Mannschaft. Im März 2019 spielte er gegen Norwegen erstmals für die U-20-Auswahl. Im September 2019 debütierte er gegen Andorra für die U-21-Mannschaft.
Nach 45 Einsätzen für ÖFB-Teams gab Demaku im Oktober 2024 bekannt, künftig für den Kosovo aufzulaufen. Sein Debüt für den Kosovo gab er im März 2025 in der UEFA Nations League gegen Island.

## Erfolge
- UEFA Youth League: 2017